# Johann Christoph Denner
Johann Christoph Denner (døbt 13. august 1655; død 26. april 1707) var en kendt træblæsermager i barokken, som tilskrives opfindelsen af klarinetten.
Denner blev født i Leipzig i en familie af horndrejere. Han flyttede sammen med sin far, jagthornsmageren Heinrich Denner, til Nürnberg i 1666. J. C. Denner blev officielt instrumentmager i 1678. To af hans sønner, Jacob og Johann David, blev også instrumentbyggere. Mindst 68 instrumenter tilskrevet J. C. Denner har overlevet til i dag. Denner døde i 1707 blev begravet i Nürnberg.
I 1730 skrev Johann Gabriel Doppelmayr følgende om Denner:
I begyndelsen af det nuværende århundrede opfandt han en ny type pipeværk, den såkaldte klarinet... og omsider præsenterede han også en forbedret chalumeau.
På basis af denne passage har Denner af mange fået æren for forbedringen af chalumeauen og opfindelsen af klarinetten. Til trods for ordene "I begyndelsen af det nuværende århundrede" siges det ofte, at han udviklede klarinetten i 1690; der er intet bevis for dette.  Faktisk kan J. C. Denner meget vel ikke have bygget nogen klarinetter overhovedet. Kun en bevaret klarinet i University of California, Berkeleys eje er blevet tilskrevet ham, og denne påstand er endda bestredet. Et andet instrument, der muligvis var lavet af Denner, blev ødelagt i anden verdenskrig. Den tidligste kendte reference til klarinetten er en faktura fra Jacob Denner dateret i 1710, tre år efter J. C. Denners død.